# Canton de Matoury
Le canton de Matoury est une ancienne division administrative française, située dans le département de la Guyane, dans l'arrondissement de Cayenne.

## Présentation
| Nom                 | Code Insee | Intercommunalité      | Superficie (km2) | Population (dernière pop. légale) | Densité (hab./km2) |
| ------------------- | ---------- | --------------------- | ---------------- | --------------------------------- | ------------------ |
| Matoury (chef-lieu) | 97307      | CA du Centre Littoral | 137,19           | 31 934 (2014)                     | 233                |

## Administration
| Période | Période | Identité              | Étiquette    | Qualité                                                                                |
| ------- | ------- | --------------------- | ------------ | -------------------------------------------------------------------------------------- |
| 1982    | 1988    | Etienne-Yves Barrat   | PSG          | Avocat au barreau de Cayenne Ancien conseiller général du Canton de Cayenne Nord-Ouest |
| 1988    | 2015    | Jean-Pierre Roumillac | DVG puis UMP | Fonctionnaire territorial Maire de Matoury (1989-2014)                                 |